# So Many Tears
"So Many Tears" (dansk: Så mange tårer) er den anden single single fra, og det fjerde track på, Tupac Shakur's tredje studiealbum Me Against the World. Sangen, indeholder en prøve af Stevie Wonder's "That Girl". Sangen toppede som nr. 6 opå U.S. Rap chart, 21 på U.S. Hip Hop/R&B chart og som nr. 44 på Billboard Hot 100.
"So Many Tears" var en del af 2Pac's Greatest Hits-album fra 1998.
"So Many Tears" blev brugt i Bastards of the Party, en dokumentar om rivaliseringen mellem Bloods og Crips.

## Trackliste
Maxi-single
1. So Many Tears – 3:59
2. So Many Tears (Key of Z Remix) – 4:23
3. So Many Tears (Reminizim' Remix) – 4:23
4. Hard to Imagine af Dramacyd – 4:42
5. If I Die 2Nite – 3:56

Promo single
1. So Many Tears
2. So Many Tears (Key of Z Remix)
3. So Many Tears (Reminizm' Remix)
4. If I Die 2Nite

## Hitlister
| Hitliste                              | Højeste placering |
| ------------------------------------- | ----------------- |
| USA Billboard Hot 100                 | 44                |
| USA Hot R&B/Hip-Hop Songs (Billboard) | 21                |

## eksterne henvisninger
- So Many Tears på Discogs (engelsk)
- So Many Tears på MusicBrainz
- So Many Tears på MusicBrainz